# Liga Nacional de Nueva Zelanda 1994
La Liga Nacional de Nueva Zelanda 1994 fue la vigesimaquinta edición de la antigua primera división del país y segunda edición del formato de la Superclub League. El torneo lo ganó el North Shore United, siendo su segundo título en el campeonato.

## Fase regional

### Northern League
| Pos | Equipo                      | PJ | G  | E | P  | GF | GC | Dif | Pts |
| --- | --------------------------- | -- | -- | - | -- | -- | -- | --- | --- |
| 1   | North Shore United          | 18 | 14 | 4 | 0  | 53 | 14 | 39  | 46  |
| 2   | Waitakere City FC           | 18 | 13 | 5 | 0  | 60 | 17 | 43  | 44  |
| 3   | Central United              | 18 | 9  | 3 | 6  | 26 | 30 | -4  | 38  |
| 4   | University-Mount Wellington | 18 | 8  | 4 | 6  | 33 | 30 | 3   | 28  |
| 5   | Ellerslie                   | 18 | 6  | 3 | 9  | 26 | 35 | -9  | 21  |
| 6   | Waikato United              | 18 | 5  | 5 | 8  | 33 | 39 | -6  | 20  |
| 7   | Manurewa                    | 18 | 5  | 3 | 10 | 34 | 43 | -9  | 18  |
| 8   | Mount Albert-Ponsonby       | 18 | 4  | 4 | 10 | 29 | 35 | -6  | 16  |
| 9   | Papatoetoe                  | 18 | 4  | 3 | 11 | 26 | 37 | -9  | 15  |
| 10  | Oratia United               | 18 | 3  | 4 | 11 | 30 | 50 | -20 | 13  |

### Central League
| Pos | Equipo                 | PJ | G  | E | P  | GF | GC | Dif | Pts |
| --- | ---------------------- | -- | -- | - | -- | -- | -- | --- | --- |
| 1   | Napier City Rovers     | 18 | 13 | 3 | 2  | 52 | 19 | 33  | 42  |
| 2   | Wellington Olympic     | 18 | 12 | 4 | 2  | 53 | 23 | 30  | 40  |
| 3   | Miramar Rangers        | 18 | 10 | 4 | 4  | 41 | 23 | 18  | 34  |
| 4   | Wellington United      | 18 | 7  | 4 | 7  | 26 | 29 | -3  | 25  |
| 5   | Wanganui East Athletic | 18 | 7  | 2 | 9  | 33 | 33 | 0   | 23  |
| 6   | Petone                 | 18 | 7  | 4 | 7  | 36 | 35 | 1   | 21  |
| 7   | Red Sox Manawatu       | 18 | 5  | 3 | 10 | 27 | 55 | -28 | 18  |
| 8   | New Plymouth Rangers   | 18 | 3  | 7 | 8  | 19 | 31 | -12 | 16  |
| 9   | Lower Hutt City        | 18 | 4  | 4 | 10 | 24 | 41 | -17 | 16  |
| 10  | Nelson United          | 18 | 4  | 4 | 10 | 13 | 33 | -20 | 16  |

### Southern League
| Pos | Equipo                 | PJ | G  | E | P  | GF | GC | Dif | Pts |
| --- | ---------------------- | -- | -- | - | -- | -- | -- | --- | --- |
| 1   | Christchurch Technical | 18 | 13 | 3 | 2  | 59 | 18 | 41  | 42  |
| 2   | Roslyn Wakari          | 18 | 13 | 1 | 4  | 47 | 11 | 36  | 40  |
| 3   | Rangers                | 18 | 13 | 1 | 4  | 35 | 15 | 20  | 40  |
| 4   | Woolston WMC           | 18 | 12 | 2 | 4  | 27 | 20 | 7   | 38  |
| 5   | Halswell United        | 18 | 6  | 6 | 6  | 25 | 27 | -2  | 24  |
| 6   | Christchurch United    | 18 | 5  | 3 | 10 | 15 | 31 | -16 | 18  |
| 7   | Burnside               | 18 | 4  | 3 | 11 | 23 | 34 | -11 | 15  |
| 8   | Dunedin Technical      | 18 | 4  | 3 | 11 | 19 | 37 | -18 | 15  |
| 9   | Cashmere Wanderers     | 18 | 4  | 2 | 12 | 12 | 37 | -25 | 14  |
| 10  | Green Island           | 18 | 2  | 4 | 14 | 15 | 47 | -32 | 10  |

## Fase nacional

### National League
| Pos | Equipo                | PJ | G | E | P | GF | GC | Dif | Pts |
| --- | --------------------- | -- | - | - | - | -- | -- | --- | --- |
| 1   | Waitakere City FC     | 7  | 5 | 2 | 0 | 12 | 4  | 8   | 17  |
| 2   | Napier City Rovers    | 7  | 5 | 1 | 1 | 21 | 10 | 11  | 16  |
| 3   | North Shore United    | 7  | 4 | 2 | 1 | 24 | 11 | 13  | 14  |
| 4   | Roslyn Wakari         | 7  | 4 | 1 | 2 | 11 | 10 | 1   | 13  |
| 5   | Wellington Olympic    | 7  | 3 | 2 | 2 | 20 | 13 | 7   | 11  |
| 6   | Miramar Rangers       | 7  | 2 | 0 | 5 | 8  | 16 | -8  | 6   |
| 7   | Chirstcurch Technical | 7  | 1 | 0 | 6 | 5  | 17 | -12 | 3   |
| 8   | Central United        | 7  | 0 | 0 | 7 | 2  | 22 | -20 | 5   |

### Playoffs

#### Semifinales
| 1994 | North Shore United | 2:0 | Roslyn Wakari | -, North Shore |  |

| 1994 | Waitakere City | 2:3 | Napier City Rovers | -, Waitakere |  |

#### Final preliminar
| 1994 | Waitakere City | 0:3 | North Shore United | -, Waitakere |  |

#### Final
| 1994 | Napier City Rovers | 1:3 | North Shore United | Park Island, Napier |  |

| Bandera de Nueva Zelanda             |
| Campeón North Shore United 2º título |